# 검댕망가베이
검댕망가베이 또는 수티망가베이, 수티맹거베이(Cercocebus atys)는 구세계원숭이의 일종으로 세네갈 동부에서 가나까지의 숲에서 발견된다. HIV-2 바이러스는 원래 이 원숭이로부터 유래한 것으로 추정되고 있다. 전체적으로는 멸종취약종으로 분류되지만, 흰왕관망가베이
 또는 흰칼라망가베이(칼라망가베이와 쉽게 혼동을 일으키는)로 알려져 있는 동부 지역의 아종인 lunulatus는 IUCN에 의해 멸종위기종으로 간주된다.
천적은 침팬지, 표범, 대형맹금류, 대형뱀이다.